# Patti successori
I patti successori sono quei patti che si riferiscono ai beni di una successione non aperta, i quali vincolano la persona a disporre in favore dell'uno o dell’altro successibile, nonché ogni accordo relativo a diritti in caso derivanti dalla futura successione di un terzo e ogni atto di rinunzia a successioni non aperte.
Nella legislazione italiana, l’art. 458 del Codice civile sancisce la nullità di tali accordi. «Fatto salvo quanto disposto dagli articoli 768 bis e seguenti è nulla ogni convenzione con cui taluno dispone della propria successione. È del pari nullo ogni atto del quale taluno dispone dei diritti che gli possono spettare su una successione non ancora aperta o rinunzia ai medesimi».
Si distinguono in tre categorie:
- rinunciativi: secondo i quali Tizio conviene con un terzo di rinunciare all’eredità.
- dispositivi: l’erede vende ad un terzo i beni che gli dovrebbero pervenire in eredità dal de cuius.
- confermativi: con cui il testatore conviene di lasciare la propria eredità a Caio.

Nel diritto italiano, le forme di successione riconosciute sono due, la legittima e la testamentaria. Il codice del 1865 poneva il divieto generale di stipulazione intorno ad una successione non ancora aperta (art. 1118), e ripeteva tale divieto in altre disposizioni (articoli 934, 1380, 1460 ecc.). 

## Brocardi collegati a questo articolo
La Donatio mortis causa, indica la donazione sospensivamente condizionata alla morte del donante, sempreché il donatario gli sopravviva. Rientra nella categoria dei c.d. patti successori istitutivi ed è, quindi, vietata, sia perché potrebbe determinare il votum captandae mortis, sia per il suo contrasto con il principio fondamentale delle disposizioni mortis causa, che è quello della revocabilità. Il diritto romano non contemplava una generale figura di patto successorio, ma colpiva con la sanzione della nullità, per contrarietà al buon costume, i singoli patti istitutivi e le obbligazioni di istituire erede un determinato soggetto. I Pacta corvina sono i patti, appartenenti alla categoria dei patti successori (vietati dalla legge), con i quali una persona dispone dei diritti che potrebbero eventualmente derivarle dalla futura successione di un'altra persona. I Testandi ius, è il potere che il soggetto ha di disporre dei propri averi per il tempo in cui avrà cessato di vivere. Vi sono alcuni limiti a questo diritto: va rispettato il diritto alla quota di patrimonio riservata ai più stretti congiunti (c.d. legittima); non è riconosciuta efficacia alla volontà, manifestata fuori del testamento, che abbia per oggetto rapporti di future successioni (nullità dei patti successori). I Viventis non datur hereditas, non si può trasferire l'eredità di chi sia ancora vivo.